# Immirù Hailé Selassié
Ras Immirù Hailé Selassié (Scirè, 23 novembre 1892 – Addis Abeba, 18 agosto 1980) è stato un militare e diplomatico etiope.
Durante il regno di suo cugino Hailé Selassié fu uno dei ras più importanti dell'Impero etiopico; il suo dominio era nel territorio dello Scirè, dove egli raggruppò le sue truppe all'inizio della guerra italo-etiopica. Considerato il miglior condottiero del Negus, si distinse per abilità e preparazione militare e ottenne alcuni brillanti successi contro le forze nemiche, prima di essere sconfitto nella battaglia dello Scirè; dopo aver continuato a combattere, venne infine costretto alla resa il 16 dicembre 1936 e deportato in Italia, dove rimase confinato fino alla caduta del fascismo.

## Biografia

### Battaglia dello Scirè
Nel febbraio 1936 a Mai Lahlà armati abissini alle dipendenze di ras Immirù attaccarono un cantiere civile della Gondrand, uccidendo gli operai, mutilandone ed evirandone i corpi. A fine febbraio le truppe italiane attaccarono l'armata di ras Immirù che, forte di 30.000 uomini, si era attestata nello Scirè. Inizialmente gli abissini riuscirono a contrattaccare validamente, infliggendo pesanti perdite ad una colonna della Gavinana, ma poi, per sfuggire all'accerchiamento, d'intesa con l'imperatore si ritirarono verso il fiume Tacazzè.
Come già successo all'armata di ras Mulughietà, anche le truppe di ras Immirù furono decimate durante la ritirata dagli assalti dei guerriglieri Azebo Galla. Inoltre furono sorprese dall'aviazione italiana mentre guadavano il Tacazzè, venendo annientate. Ras Immirù, con i pochi uomini rimasti fedeli, si rifugiò sulle montagne.
Qui ras Immirù condusse una dura guerriglia contro i colonizzatori. Nel 1937, catturato dall'esercito italiano, ras Immirù fu condannato al confino in Italia. Dapprima a Villa Santa Maria sull'isola di Ponza e successivamente sull'isola di Lipari, dove abitava in un appartamento al castello ed era libero di muoversi nell'isola accompagnato da un carabiniere e da un ausiliario carabiniere che lo scortavano, poi a Longobucco (in provincia di Cosenza) fino al 1943 e successivamente in Puglia. Durante questo periodo si dedicò alla lettura, alla fotografia e al cinema.

### Gli ultimi anni
Dopo il crollo del regime fascista in Italia, Selassie venne liberato e venne nominato ambasciatore etiope in India, negli Stati Uniti d'America e in Unione Sovietica. Rimasto un uomo di vedute moderniste e riformiste, si avvicinò all'ideale del socialismo europeo. Suo figlio Mikael Immirù divenne avvocato e distribuì i propri possedimenti ai contadini che lavoravano per lui, assicurandosi così la benevolenza del popolo.
A causa delle sue visioni politiche, ras Immirù venne soprannominato "il Ras Rosso" da molti contemporanei, pur rimanendo ad ogni modo un fedele monarchico e confidente dell'Imperatore. Ad ogni modo, quando il Derg depose il negus Selassié nel settembre del 1974, egli decise di seguirlo fedelmente. Alla sua morte nel 1980, ras Immirù fu l'unico membro della famiglia imperiale etiope a ricevere i funerali di Stato.